# Portugalska književnost
Portugalska književnost, općenito govoreći, književnost je napisana na portugalskom jeziku. Izraz se također može odnositi na literaturu koju su napisali pisci, koji žive u Portugalu, Brazilu, Angoli i Mozambiku, kao i u drugim zemljama portugalskog govornog područja.
Jedan rani primjer portugalske književnosti tradicija je srednjovjekovne galicijsko-portugalske poezije, izvorno razvijene u Galiciji i sjevernom Portugalu. Portugalsku književnost karakteriziraju bogatstvo i raznolikost lirske poezije, koja ju je karakterizirala od početka njezina jezika, nakon rimske okupacije; bogatstvo povijesnih zapisa koji dokumentiraju portugalske vladare, osvajanja i ekspanziju; do tada smatran zlatnim dobom renesansnog razdoblja, čiji je dio moralna i alegorijska renesansna drama Gila Vicentea, Bernardima Ribeira, Sá de Mirande te osobito značajni nacionalni ep "Os Lusiadas" (hrv. "Luzitanci") Luísa de Camõesa iz 16. stoljeća.
17. stoljeće obilježeno je uvođenjem baroka u Portugalu i općenito se smatra stoljećem književne dekadencije, unatoč postojanju pisaca kao što su: isusovac António Vieira, Francisco Rodrigues Lobo i Manuel Bernardes.
Očitoj dekadenciji barokne pozornice pisci 18. stoljeća pokušavaju se suprotstaviti pokušavajući vratiti razinu kvalitete postignutu u zlatnom dobu, utemeljujući akademije i književne arkade - za vrijeme neoklasicizma. U 19. stoljeću neoklasični su ideali napušteni, a Almeida Garrett uvodi romantizam, a slijede ga Alexandre Herculano i Camilo Castello Branco.
U drugoj polovici 19. stoljeća u pisanju romana razvija se realizam (s naturalističkim karakteristikama), čiji su predstavnici Eça de Queiroz i Ramalho Ortigão. Književne trendove tijekom 20. stoljeća uglavnom zastupa Fernando Pessoa, koji se uz Camõesa  smatra jednim od najvećih nacionalnih pjesnika. U kasnijim godinama, proza se razvila zahvaljujući autorima kao što su: António Lobo Antunes i José Saramago, dobitnik Nobelove nagrade za književnost 1998. godine.